# Igor Sláma
Igor Sláma (Brno, 8 de mayo de 1959) es un deportista checoslovaco que compitió en ciclismo en la modalidad de pista, especialista en la prueba de persecución por equipos.
Participó en los Juegos Olímpicos de Moscú 1980, obteniendo la medalla de bronce en la prueba de persecución por equipos (junto con Teodor Černý, Martin Penc y Jiří Pokorný).
Ganó una medalla de oro en el Campeonato Mundial de Ciclismo en Pista de 1979, en la carrera por puntos.

## Medallero internacional
| Juegos Olímpicos   | Juegos Olímpicos         | Juegos Olímpicos  | Juegos Olímpicos        |
| Año                | Lugar                    | Medalla           | Competición             |
| ------------------ | ------------------------ | ----------------- | ----------------------- |
| 1980               | Moscú (URSS)             | Medalla de bronce | Persecución por equipos |
| Campeonato Mundial |                          |                   |                         |
| Año                | Lugar                    | Medalla           | Competición             |
| 1979               | Ámsterdam (Países Bajos) | Medalla de oro    | Puntuación (A)          |